# Stopbahn
Eine Stopbahn (engl. stopway, kurz: SWY) bezeichnet im Sprachgebrauch der Luftfahrt einen Bereich jenseits der Start- und Landebahn, der als zusätzlicher Bremsweg im Falle eines Startabbruchs genutzt werden kann. Sie muss:
- mindestens so breit wie die Start- und Landebahn sein
- mittig in der Verlängerung der centerline der Start- und Landebahn liegen
- in der Lage sein, das Gewicht eines Flugzeugs während eines Startabbruchs zu tragen, ohne strukturelle Beschädigungen am Flugzeug zu verursachen
- vom Betreiber des Flugplatzes für Bremsungen nach einem Startabbruch ausgewiesen sein.

Die Länge der verfügbaren Startabbruchstrecke wird als „Accelerate Stop Distance Available“ (ASDA) bezeichnet.